# Cuterebra indistincta
Cuterebra indistincta är en tvåvingeart som beskrevs av Curtis W. Sabrosky 1986. Cuterebra indistincta ingår i släktet Cuterebra och familjen styngflugor. Inga underarter finns listade i Catalogue of Life.